# Juan Luis Sanfuentes

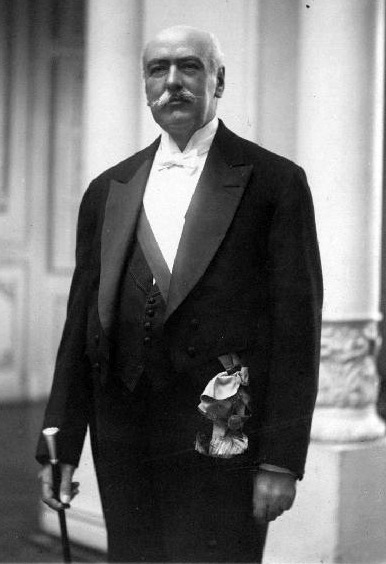
Juan Luis Sanfuentes (um 1920)

Juan Luis Sanfuentes Andonaegui (* 27. Dezember 1858 in Santiago de Chile; † 16. Juli 1930 in Camarico) war von 1915 bis 1920 Präsident von Chile.

## Leben
Sanfuentes wurde nach dem frühen Tod seiner Eltern von seinem Bruder Enrique aufgezogen. Bis 1879 studierte er an der Universidad de Chile Rechtswissenschaft. Er heiratete dann Ana Echazarreta, mit der er fünf Kinder hatte.
Nach dem Sturz von Präsident José Manuel Balmaceda, für den Sanfuentes gearbeitet hatte, zog er sich zeitweise aus dem politischen Leben zurück und war als Geschäftsmann tätig. Allerdings blieb er der Balmaceda-treuen Liberaldemokratischen Partei verbunden, die sich unter seiner Führung 1900 spaltete, 1901 aber wieder geeint die Kandidatur von Germán Riesco Errázuriz unterstützte.
Dessen Vorgänger, der scheidende Präsident Federico Errázuriz Echaurren, machte Sanfuentes kurz zum Finanzminister, im selben Jahr folgte die Berufung durch den neuen Präsidenten Riesco zum Minister für Justiz und Bildung, später im Jahr zusätzlich zum Finanzminister.
Sanfuentes saß außerdem für die Regionen Valdivia (1900 bis 1906) und Concepción (1906 bis 1918) im chilenischen Senat.
Unter der Präsidentschaft von Pedro Montt Montt teilte sich die Liberaldemokratische Partei ein weiteres Mal; wieder übernahm Sanfuentes die Führung einer der beiden Faktionen.
1915 formierte sich das Parteienbündnis La Coalición aus Konservativen, Liberaldemokraten und Nationalen; Juan Sanfuentes wurde zu ihrem Präsidentschaftskandidaten ausgerufen. Sein Gegner von der Alianza Liberal hieß Javier Ángel Figueroa Larraín. Nach einem Wahlkampf, der von Gewalt und Betrugsvorwürfen geprägt war, erlangte keiner der Kandidaten die absolute Mehrheit, so dass die Präsidentenwahl gemäß der chilenischen Verfassung beim Kongress lag. Der wählte Sanfuentes zum neuen Präsidenten Chiles.
Sanfuentes ließ es während seiner Präsidentschaft immer wieder zu Konflikten mit dem Parlament kommen und scheute dabei nicht vor harten Bandagen gegenüber seinen politischen Gegnern zurück.

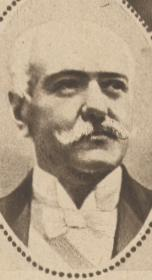
Juan Luis Sanfuentes (um 1920)

Im Ersten Weltkrieg entschied er sich etwa für die Haltung der Neutralität Chiles. Das erlaubte dem Land, mit allen kriegführenden Mächten weiter Handel zu treiben, angesichts der weltweiten Nachfrage nach Salpeter stiegen die Exporterlöse. Dennoch war seine Position im Parlament und bei den vielen Chilenen, die aus Frankreich und England eingewandert waren, umstritten, zumal sich Chiles Nachbarländer Peru und Bolivien, mit denen Chile lange Jahre Gebietskonflikte ausgetragen hatte, auf die Seite der Alliierten schlugen.
Als der Krieg 1918 vorbei war, trat Chile dem Völkerbund bei.
Innenpolitisch bildete der massive Ausbau öffentlicher Schulen und die staatliche Unterstützung, die auch armen Kindern den Besuch der Grundschulen erlauben sollte, die bedeutendste Leistung von Sanfuentes. Zum Ende seiner Amtszeit, 1920, wurde gegen den massiven Widerstand der Konservativen die allgemeine Schulpflicht in Chile eingeführt.
1916 wurde eine Arbeiterunfall-Versicherung eingerichtet, und für einige Berufsgruppen (wie die Eisenbahner) entstanden erste Rentenversicherungssysteme. Dennoch wuchs in den Städten und Ballungszentren der Widerstand der Arbeiter gegen die Regierung und das Sozialsystem, das auf der enormen Ungleichheit zwischen einer kleinen Oberschicht und der großen Mehrheit der Besitzlosen baute. Im Kielwasser der Oktoberrevolution in Russland bildeten sich auch in Chile Gewerkschaften und politische Organisationen, die für die Rechte der Arbeiter eintraten.
Die sozialen Unruhen verschärften sich, als der Krieg in Europa vorbei war und Chile als Rohstofflieferant nicht mehr gefragt war. Die Wirtschaft Chiles litt schwer unter dem Einbruch des Salpetergeschäfts nach Kriegsende.
Ein weiterer Konfliktherd war das Verhältnis von Staat und Kirche. Im Januar 1919 brach der neue Erzbischof Crescente Errázuriz Valdivieso die lange Neutralität der katholischen Kirche und warb für die Konservative Partei, die nach seiner Auffassung am ehesten die Ideale der Kirche vertrat.
1919 stattete der Kongress Sanfuentes mit weitreichenden Vollmachten aus, um die Arbeiteraufstände in den Salpeterstädten der Regionen Antofagasta und Tarapacá niederzuschlagen. Arbeiterführer wurden in den wenig entwickelten und dünn besiedelten Süden des Landes verbannt.
Ein Generalstreik der Kohlearbeiter bildete 1920 den Auftakt für weitere Aufstände weiter Teile der Arbeiterschaft. Die Präsidentschaftswahlen von 1920 konnten dennoch abgehalten werden; der Kandidat der Alianza Liberal, Arturo Alessandri Palma siegte und übernahm im Dezember das Amt verfassungsgemäß von Juan Sanfuentes.
Sanfuentes war zu diesem Zeitpunkt erst 62 Jahre alt. Er kehrte der Politik den Rücken und lebte mit seiner Frau die folgenden zehn Jahre zurückgezogen auf seinem Gut bei Camarico, wo er 1930, drei Jahre nach seiner Frau, starb.